# 페티옹빌
페티옹빌(프랑스어: Pétion-Ville)은 아이티의 도시이다.인구는 283,052명(2003년)이다.면적은 165,49km2이다.아이티에서 5번째로 인구가 많은 도시이다.2010년 아이티 지진에 의해 도시에 있던 병원이 붕괴됐다.